# Хусаинов, Айдар Гайдарович
Айда́р Гайда́рович Хусаи́нов (баш. Айҙар Гайдар улы Хөсәйенов, род. 28 февраля 1965, Кугарчи, Зианчуринский район, Башкирская АССР, СССР) — российский поэт, драматург, переводчик, главный редактор газеты «Истоки».

## Биография
Родился в семье служащих. В 1972—1982 гг. учился в школе № 2 в с. Исянгулово. В 1987 году окончил факультет землеустройства и лесного хозяйства Башкирского сельскохозяйственного института.
В 1987—1990 гг. работал помощником лесничего в леспромхозе. В 1990—1995 гг. учился на факультете перевода художественной литературы Литературного института имени А. М. Горького, после окончания которого работал корреспондентом газеты «Башкортостан» (1995—1998). Печатается как поэт с 1984 года. Первую книгу стихов «Оэ!» выпустил в 1991 году. Участник фестиваля писателей и переводчиков в Казани (организатор — журнал «Дружба народов», апрель 2007 года)
Член Комиссии по языкам народов РБ при Правительстве Республики Башкортостан (с 2006 года). Руководитель литературного объединения «Уфли» (с 2002 года).
Участник семинаров драматургов министерства культуры РБ на озере Талкас (2000 и 2003 год). В 2003 году газетой «Вечерняя Уфа» объявлен человеком года за прозаическое переложение башкирского народного эпоса «Урал-батыр». Член редколлегии литературного журнала «Крещатик» (Мюнхен, ФРГ). Член Общественной Палаты при Президенте Республики Башкортостан (с 2009 г.). С 2012 года — главный редактор информационно-публицистической еженедельной газеты «Истоки». Живёт в Уфе.

## Творчество
Печатался в журналах «Соло», «Сутолока», "Крещатик", «Бельские просторы», «Дружба Народов», «Русский альманах». Произведения переведены на башкирский язык.

## Премии в области драматургии
- Третья премия на конкурсе министерства культуры РБ, посвященном 250-летию Салавата Юлаева за пьесу «Бэндэбике и Еренсе-сэсэн» — поставлена в Стерлитамакском башкирском театре в 2004 году.
- Диплом Первого «Всероссийского конкурса на лучший сценарий в области театрального искусства» (Москва, 2006 год) за пьесу «Бэндебике и Еренсе-сэсэн».
- Шорт-лист Международного конкурса «Евразия-2006» — пьеса «Живые души».
- Шорт-лист поэтического конкурса «Исламский прорыв» (Совет муфтиев России).
- Шорт-лист конкурса «Евразия 2007» — пьеса «Саломея».

## Книги
- Оэ! Уфа: Китап, 1991.
- Строфы века. Антология русской поэзии. /Сост. Е. А. Евтушенко; науч. ред. Е. Витковский. Минск-М.: Полифакт, 1995, 1997.